# Dalí Paris
Dalí Paris è una mostra permanente dedicata a Salvador Dalí, che raccoglie sculture e incisioni dell'artista: la mostra è ubicata nei pressi di Place du Tertre, nel quartiere di Montmartre a Parigi.

## Storia e descrizione
La collezione fa parte della mostra itinerante Dalí Universe, curata da Beniamino Levi: inaugurata nel 2011, ospita circa 300 opere di Salvator Dalí, tra sculture e incisioni, più alcune opere tridimensioni che riproducono i dipinti surrealistici più noti di Dalí. 
La visita è accompagnata da musica di sottofondo e laboratorio per bambini; vengono organizzate mostre temporanee. Adiacente al museo si trovano due gallerie d'arte: Galerie Dalí, con altre opere dell'artista, e Galerie Montmartre, con opere di arte contemporanea.